# Katarina Wigander
Katarina Agnes Wigander (Lerum, 1983) è una modella svedese, vincitrice del titolo di Miss Svezia 2004.
La sua vittoria è stata causa di polemiche nella sua nazione, dato che è stata incoronata da Moore Magazine, una rivista per uomini che pubblica fotografie per altre riviste maschili svedesi, come Slitz. Nel 2004, Moore Magazine e Bingo Rimér, erano riusciti a riprendere in mano l'incoronazione di Miss Svezia, dopo che la precedente organizzazione aveva smesso di curarsi del concorso dopo il 2003. Wigander è stata l'unica Miss Svezia ad essere incoronata durante l'organizzazione di Moore Magazine, dato che nel 2005 non fu organizzazione nessun concorso, e Nuovo Miss Svezia è iniziato dal 2006. Per tale ragione, il suo titolo è spesso considerato "non ufficiale".
Ciò nonostante, la Wigander ha rappresentato la Svezia in occasione del concorso di bellezza internazionale Miss Universo 2004, che si è tenuto presso il Centro de Convenciones CEMEXPO di Quito in Ecuador il 1º giugno 2004. Tuttavia, Katarina Wigander non è riuscita a superare le fasi preliminari del concorso ed accedere alla rosa delle venticinque finaliste, dalle quali è stata poi scelta la vincitrice, Jennifer Hawkins, rappresentante dell'Australia.